# チェスケー・ブヂェヨヴィツェ - ズンメラウ線
チェスケー・ブジェヨヴィツェ - ズンメラウ線（チェコ語: Železniční trať České Budějovice – Summerau）は、チェコ国鉄の鉄道線の名称である。路線番号は196。プラハとリンツを結ぶ鉄道の一部であり、チェコ・オーストリアの国境を越えてリンツに乗り入れる便が多い。

## 歴史
1827年にリンツ - ブドヴァイス区間は第一鉄道（k.k. privilegierte Erste Eisenbahn-Gesellschaft）によって、馬車鉄道として開業された。1857年6月に皇后エリーザベト鉄道（k.k.previlegierte Kaiserin-Elisabeth-Bahn, KEB）はその馬車鉄道を引き受けた。1869年5月23日の法律により、馬車鉄道は蒸気機関車向けの鉄道に転換されることとなった。線路の改軌および移設工事は1869年8月に開始され、1871年12月1日にこの路線は普通鉄道として再開業された。
1918年10月にオーストリア＝ハンガリー帝国が解体されて、新生のチェコスロバキア国営鉄道（Československé státní dráhy, ČSD）がズンメラウ国境線 - チェスケー・ブジェヨヴィツェ区間を引き受けた。1938年ナチスドイツのズデーテン地方合併以降、新しい国境駅のカプリツェからズンメラウまでの区間はドイツ国営鉄道のリンツ管理局により管理された。1939年当時にズンメラウ - カプリツェ区間・現在のズンメラウ線・ピュールン線・ぜるツタール - ザンクトミヒャーエル区間は同じ路線番号で統合された。1945年5月以降ズンメラウ国境線 - チェスケー・ブジェヨヴィツェ区間はČSDに復帰した。
冷戦時代に鉄のカーテンが形成されて、この路線は重要性を失った。チェコスロバキアはユーゴスラビア連邦の港を通じて海上運送を取り扱って、プラハとトリエステ区間の貨物列車はもはやこの路線経由で通行しなかった。1989年チェコスロバキアのビロード革命が起きて、1991年の時刻表によれば、越境の列車は1日5往復で通行した。
1993年新設されたチェコ共和国は、第4回廊鉄道路線（Eisenbahnkorridor）について、この路線の全般的な現代化のために懸命に努めた。チェコ区間では電圧25 kV、周波数50 Hzの電車線が2000年と2001年にかけて設置された。

## 運行形態[8][9]

### 超特急「ユーロシティ(EC)」
- イジニー・エクスプレス号：　プラハ～チェスケー・ブジェヨヴィツェ～ズンメラウ～リンツ
一日4往復・4時間間隔で運行されている。ズンメラウ以南はオーストリア国鉄141号線に直通する[10]。オーストリア国内では、快速として運行される。
過去の運行形態
2016年以前は特急(R)または快速(Sp)として運行され、またオーストリア国内では普通列車として運行する便もあった。また、愛称名は便毎に異なっていた。
2016年末に、エクスプレス(Ex)に格上げされ、オーストリア国内に快速(REX)として直通する様になった。停車駅は現在と同じ。
2017年末に、愛称名が「イジニー・エクスプレス」に統一され、また停車駅にホルニー・ドヴォルジシチェが追加された。
2019年末に、ホルニー・ドヴォルジシチェが再び通過となった。また、オーストリアでの種別がインターシティ(IC)に格上げされた。
2020年末に、チェコ・オーストリア両国とも、ユーロシティ(EC)に種別格上げとなった。

### 快速「スピェシニー(Sp)」
- ヴルタヴァ・ドゥナイ号：　チェスケー・ブジェヨヴィツェ → ズンメラウ → リンツ
- ドナウ・モルダウ号：　チェスケー・ブジェヨヴィツェ ← ズンメラウ ← リンツ
4時間に1本の運行。ズンメラウ以南はオーストリア国鉄141号線のリンツまで直通する。早朝リンツ行の片道1本がヴィーヘニ、ヴェレシーン、ホルコフに、夜間の北行1本がヴェレシーンに停車する。
過去の運行形態
2014年以前は、一日2.5往復の運行であった。停車駅は統一されておらず、特急並の停車駅で運行される便もあった。
2015年度より、停車駅が統一され、フルメツとカメンニー・ウーイェズド停留所を除く各駅に停車となった。
2017年度より、4時間に1本の運行となった。
2018年度より、早朝リンツ行の片道1本を除き、フチェルナーとプシェニツェ通過となった。
2025年度より、ヴィーヘニ、ホルコフは朝のリンツ行1本を除き、ヴェレシーンは1往復を除き通過となった。早朝のリンツ行は、フチェルナーとプシェニツェ通過となった。

- 過去の運行系統
  - ホルニー・ドヴォルジシチェ → チェスケー・ブジェヨヴィツェ → インドルジフーフ・フラデツ　　【平日運行】
一日あたり、片道1本のみ運行していた。ブジェヨヴィツェ以北は220号線に直通する。各駅に停車していた。
2020年末に運行を開始した。当初はフルメツを通過していたが、2023年度よりフルメツも停車となった。2025年度より、普通列車に格下げとなった。

### 普通
概ね下記3系統に分かれる。
- ホルニー・ドヴォルジシチェ - リブニーク - リプノ
平日は一日2往復、休日は北行一日1本の運行。また平日は、ホルニー・ドヴォルジシチェ - リブニーク間の区間運転も一日1往復運行される。リブニーク以北は195号線に直通する。
2024年度以前は、南行が大晦日とクリスマスのみ一日1本、北行がリブニーク止まりの一日1本のみの運行であった。

- チェスケー・ブジェヨヴィツェ - ホルニー・ドヴォルジシチェ
平日は一日1.5往復、土曜日は北行1本、休日は南行1本の運行。
過去の運行形態
2016年以前は、上記リンツ直通列車と合わせて1-4時間に1本程度の本数が確保されていた。カメンニー・ウーイェズドを含め各駅に停車していた。一部がフルメツを通過していた。
2018,19年度は多くがリプノに直通となったため、本数が少なかった。
2020年度に、一日5.5往復となった他、秋・冬は平日一日4.5往復、休日一日2.5往復の運行であった。
2021年度に、プシェニツェとヴィーヘニを通過する列車が設定された。
2022年度に、秋・冬の平日の本数が一日3.5往復に減便された。
2023年度に、夏季一日6往復、夏季以外は一日3.5往復となった。また、プシェニツェとヴィーヘニは全列車停車となった。
2025年度より、195号線直通列車の拡大に伴い、一日あたり平日1.5往復、休日0.5往復の運行となった。フルメツは停車となった、

- リプノ - リブニーク - チェスケー・ブジェヨヴィツェ
2-4時間に1本の運行。リブニーク以南は195号線に直通する。
2017年以前は、平日1-2往復、休日ブジェヨヴィツェ行片道1本運行であった。2018,19年度は本数が多く、4時間に1本運行していた。2020-24年度は、北行のみ一日片道1本の運行であった。また、2024年度以前はフルメツを通過していた。

### 臨時列車
- 特急　100年共に号：　(プラハ → )ブジェヨヴィツェ - ホルニー・ドヴォルジシチェ
冬の年1日、1往復のみ運行する。途中、カプリツェとブヤノフに停車し、南行のみリブニークに停車する。南行のみ196号線に直通する。2018年12月運行。

- 超特急（エクスプレス）　T.G.M.号：　ホルニー・ドヴォルジシチェ → ブジェヨヴィツェ
旧型列車。冬の年1日、片道1本のみ運行する。途中ノンストップ。2018年12月運行。

- 「リペンカをダカルで」イベント列車
夏季に週2日、リプノ - リブニーク - ブジェヨヴィツェ間に、一日1往復の運行。リブニーク以南は195号線に直通する。リブニーク - ブジェヨヴィツェ間ノンストップ。2018年運行。

- 「国民鉄道の日」快速
年1日のみ、ホルニー・ドヴォルジシチェ - ブジェヨヴィツェ間に、一日1往復の運行。途中、リブニーク、カプリツェ、カメンニー・ウーイェズドのみに停車する。2018年運行。

- 「国民鉄道の日」旧型列車
年1日のみ運行。ブジェヨヴィツェ - カメンニー・ウーイェズド間に、一日4往復の運行だが、うち2往復がカプリツェまで運行される。特急と同じ停車駅だが、カメンニー・ウーイェズドにも停車する。2018年運行。

### 過去の運行種別
- 特急「リフリーク(R)」
プラハ～チェスケー・ブジェヨヴィツェ～ズンメラウ～リンツ間に、一日2.5往復・4時間間隔で運行していた。ズンメラウ以南はオーストリア国鉄141号線に直通していた。オーストリア国内では、快速または普通として運行され、ズンメラウ以南各駅に停車する便もあった。2016年末に、全列車が超特急(Ex)に格上げとなった。
- 「オリンピック公園リオ-リプノ 2016」号
2016年8月4～22日のみ運行していた。一日1往復（金・土曜日は3往復、日曜日は2往復）、チェスケー・ブジェヨヴィツェ - リブニーク - ヴィッシー・ブロドまたはリプノ間に運行されていた。全列車がブジェヨヴィツェ - リブニーク間ノンストップで運行していたが、リプノ行に関しては金・土曜日の1本を除いてリブニークも通過していた。
- 快速「スピェシニー(Sp)」
  - チェスケー・ブジェヨヴィツェ - リブニーク - ヴィッシー・ブロド
2017年末に運行を開始し、夏・秋の月曜日運のみ、一日1往復が運行していた。リブニーク以南は195号線に直通していた。停車駅は、北行は特急と同じ停車駅であるが、南行はブジェヨヴィツェ → リブニーク間ノンストップである。
2019年度は、晩春から初夏にかけての月曜日に運行していた。
2019年末に休止。
  - チェスケー・ブジェヨヴィツェ - ズンメラウ - リンツ
運行開始は2014年末で、一部駅を通過していた普通列車を格上げする形で設定された。一日1往復運行していた。ズンメラウ以南はオーストリア国鉄141号線に直通し、ズンメラウ以南では快速または普通として運行していた。停車駅も多く、2015年度は半数程度の駅に、2016年度はほぼ各駅に停車していた。
2016年末に停車駅を大きく削減した上で、超特急(Ex)に格上げされた。

## 駅一覧
以下では、チェコ国鉄196号線の駅と営業キロ、停車列車、接続路線などを一覧表で示す。
- 種別
  - EC：超特急「ユーロシティ」
  - Sp：快速
  - Os：普通
- 停車駅
  - ■印：全列車停車
  - ●印：大部分停車、一部通過
  - ▼∧印：ブジェヨヴィツェ方面は停車、ヴィッシー・ブロド方面は通過
  - ○印：大部分通過、一部停車
  - ｜印：全列車通過

| 路線名 | 駅名                                                                          | 駅間営業キロ | 累計営業キロ               | 累計営業キロ       | EC | Sp | Os | 接続路線                                                               | 所在地                   | 所在地                         |
| ------ | ----------------------------------------------------------------------------- | ------------ | -------------------------- | ------------------ | -- | -- | -- | ---------------------------------------------------------------------- | ------------------------ | ------------------------------ |
| 196    | ズンメラウ駅                                                                  | -            | St.ファレンティンから 55.9 | ズンメラウから 0.0 | ■  | ■  | ■  | オーストリア国鉄141号線（リンツ方面）                                  | オーバーエスターライヒ州 | フライシュタット郡             |
| 196    | ホルニー・ドヴォルジシチェ駅                                                  | 6.6          | 62.5                       | 6.6                | ｜ | ■  | ■  |                                                                        | 南ボヘミア州             | チェスキー・クルムロフ郡       |
| 196    | リブニーク駅                                                                  | 7.3          | 69.8                       | 13.9               | ■  | ■  | ■  | 195号線（リプノ方面）                                                  | 南ボヘミア州             | チェスキー・クルムロフ郡       |
| 196    | プシェニツェ駅                                                                | 4.2          | 74.0                       | 18.1               | ｜ | ｜ | ■  |                                                                        | 南ボヘミア州             | チェスキー・クルムロフ郡       |
| 196    | ブヤノフ駅                                                                    | 2.9          | 76.9                       | 21.0               | ｜ | ■  | ■  |                                                                        | 南ボヘミア州             | チェスキー・クルムロフ郡       |
| 196    | オムレニツェ駅                                                                | 3.0          | 79.9                       | 24.0               | ｜ | ■  | ■  |                                                                        | 南ボヘミア州             | チェスキー・クルムロフ郡       |
| 196    | カプリツェ駅                                                                  | 6.6          | 86.5                       | 30.6               | ■  | ■  | ■  |                                                                        | 南ボヘミア州             | チェスキー・クルムロフ郡       |
| 196    | ヴィーヘニ駅                                                                  | 2.0          | 88.5                       | 32.6               | ｜ | ○  | ■  |                                                                        | 南ボヘミア州             | チェスキー・クルムロフ郡       |
| 196    | ヴェレシーン駅                                                                | 5.2          | 93.7                       | 37.8               | ｜ | ○  | ■  |                                                                        | 南ボヘミア州             | チェスキー・クルムロフ郡       |
| 196    | ヴェレシーン町駅                                                              | 2.3          | 96.0                       | 40.1               | ■  | ■  | ■  |                                                                        | 南ボヘミア州             | チェスキー・クルムロフ郡       |
| 196    | ホルコフ駅                                                                    | 2.8          | 98.8                       | 42.9               | ｜ | ○  | ■  |                                                                        | 南ボヘミア州             | チェスキー・クルムロフ郡       |
| 196    | フルメツ・ウ・チェスキーフ・ブジェヨヴィツ駅                                  | 3.3          | 102.1                      | 46.2               | ｜ | ｜ | ■  |                                                                        | 南ボヘミア州             | チェスケー・ブジェヨヴィツェ郡 |
| 196    | カメンニー・ウーイェズド・ウ・チェスキーフ・ブジェヨヴィツ駅                  | 3.5          | 105.6                      | 49.7               | ｜ | ■  | ■  |                                                                        | 南ボヘミア州             | チェスケー・ブジェヨヴィツェ郡 |
| 196    | カメンニー・ウーイェズド・ウ・チェスキーフ・ブジェヨヴィツ停留所（休止中 *1） |              | (108.8)                    |                    | ｜ | ｜ | ｜ |                                                                        | 南ボヘミア州             | チェスケー・ブジェヨヴィツェ郡 |
| 196    | フチェルナー駅                                                                | 6.0          | 111.6                      | 55.7               | ｜ | ｜ | ■  |                                                                        | 南ボヘミア州             | チェスケー・ブジェヨヴィツェ郡 |
| 196    | チェスケー・ブジェヨヴィツェ南停留所                                          | 5.3          | 116.9                      | 61.0               | ｜ | ■  | ■  | 194号線（ノヴェー・ウードリー方面）                                    | 南ボヘミア州             | チェスケー・ブジェヨヴィツェ郡 |
| 196    | チェスケー・ブジェヨヴィツェ駅                                                | 2.8          | 119.7                      | 63.8               | ■  | ■  | ■  | 190号線（プルゼニ方面） 199号線（グミュント方面）220号線（プラハ方面） | 南ボヘミア州             | チェスケー・ブジェヨヴィツェ郡 |

(*1) 2019年12月休止。